# Jan Babicz
Jan Babicz (ur. 29 października 1869 w Niedźwiadzie, zm. 18 maja 1924 tamże) – polski polityk ludowy i samorządowiec, publicysta, poseł na Sejm Ustawodawczy.

## Życiorys
Jan Babicz urodził się w rodzinie chłopskiej – Wojciecha i Katarzyny z domu Mądro w Niedźwiadzie. Zdobył wykształcenie na poziomie szkoły ludowej. Jego żoną była Wiktoria z domu Rusin. Służył w armii austriackiej w tym przez 3 lata podczas I wojny światowej na obszarze Wołynia, Rumunii i Siedmiogrodu. Od 1896 działał w ruchu ludowym, wchodził w skład licznych organizacji chłopskich między innymi do Mleczarni Spółkowej, Ligi Pomocy Przemysłowej, zasiadał w Zarządzie Głównym Towarzystwa Kółek Rolniczych w Galicji. Od 1900 piastował funkcję członka Wydziału Rady Naczelnej Stronnictwa Ludowego, zaś w latach 1903–1908 był członkiem Rady Naczelnej tej partii (działającej już pod nazwą PSL). Babicza kojarzono z tak zwaną frondą lwowską w PSL, która w 1911 wyodrębniła się z tej partii i utworzyła PSL – Zjednoczenie Niezawisłych Ludowców, Babicz był na krótko zastępcą przewodniczącego Rady Ludowej tego Zjednoczenia, a od września 1913 jej prezesem. Po włączeniu PSL – Zjednoczenia Niezawisłych Ludowców do PSL „Piast” został wiceprezesem Naczelnej Rady Ludowej „Piasta”.
W trakcie swojej kariery politycznej zasiadał także w organach samorządu terytorialnego: Radzie Gminnej w Niedźwiadzie i Radzie Powiatowej w Ropczycach.
Był członkiem Powiatowego Komitetu Narodowego (PKN) w Ropczycach, który po rozbrojeniu austriackiego oddziału i wywieszeniu polskiej flagi na gmachu magistratu ukonstytuował się i przejął władzę z rąk Austriaków.
Do Sejmu Ustawodawczego został wybrany w okręgu nr 43 (Rzeszów) z listy PSL „Piast”. Uczestniczył w pracach komisji robót publicznych i przemysłowo-handlowej.
Od 1922 zasiadał w Zarządzie Głównym Małopolskiego Towarzystwa Rolniczego i pełnił funkcję prezesa Okręgowego Towarzystwa Rolniczego w Ropczycach. W 1923 opuścił PSL „Piast” i wraz z Janem Dąbskim założył PSL „Jedność Ludową”, przez kilka miesięcy 1923 roku był członkiem Zarządu Głównego tej organizacji.

## Publicystyka
Babicz był płodnym publicystą prasy chłopskiej, publikował między innymi w „Gazecie Ludowej”, „Przyjacielu Ludu”, „Piaście” i „Przewodniku Kółek Rolniczych”.
Za swój debiut publicystyczny Babicz uznawał polityczny tekst pt. „Śpiący rycerze”, opublikowany na pierwszej stronie ”Przyjaciela Ludu”, 17 stycznia 1903 roku. Artykuł był alegoryczną odezwą, osnutą na kanwie lokalnej legendy o śpiących w Tatrach rycerzach. Babicz porównał nieświadomych jeszcze społecznie włościan do śpiących rycerzy, wojska zaklętego na koniach od czasów Kazimierza Wielkiego. Obudzenie rycerzy, czyli włościan nastąpi z chwilą uzyskania szerszej świadomości narodowej i społecznej przez chłopów, którzy „nie wiedzą kto rządzi, kto uchwala uchwały, czemu taka sól droga (…). To są widzicie – ci żołnierze  śpiący, bo nie wiedzą, co się teraz w kraju dzieje, nie wiedzą, czego nam brakuje i całemu narodowi. Taki nie wie, że Moskal nas prześladuje, Prusak pacierza po polsku nie da mówić, nie wie co to jest konstytucja i na co to ludzie robili powstania. Kto nie zna historii 48-go roku, kto nie zna znaczenia wyborów i historii Polski, ten jest rycerzem śpiącym”.

## Galeria
- List uwierzytelniający wybór Jana Babicza na posła do Sejmu Konstytucyjnego.

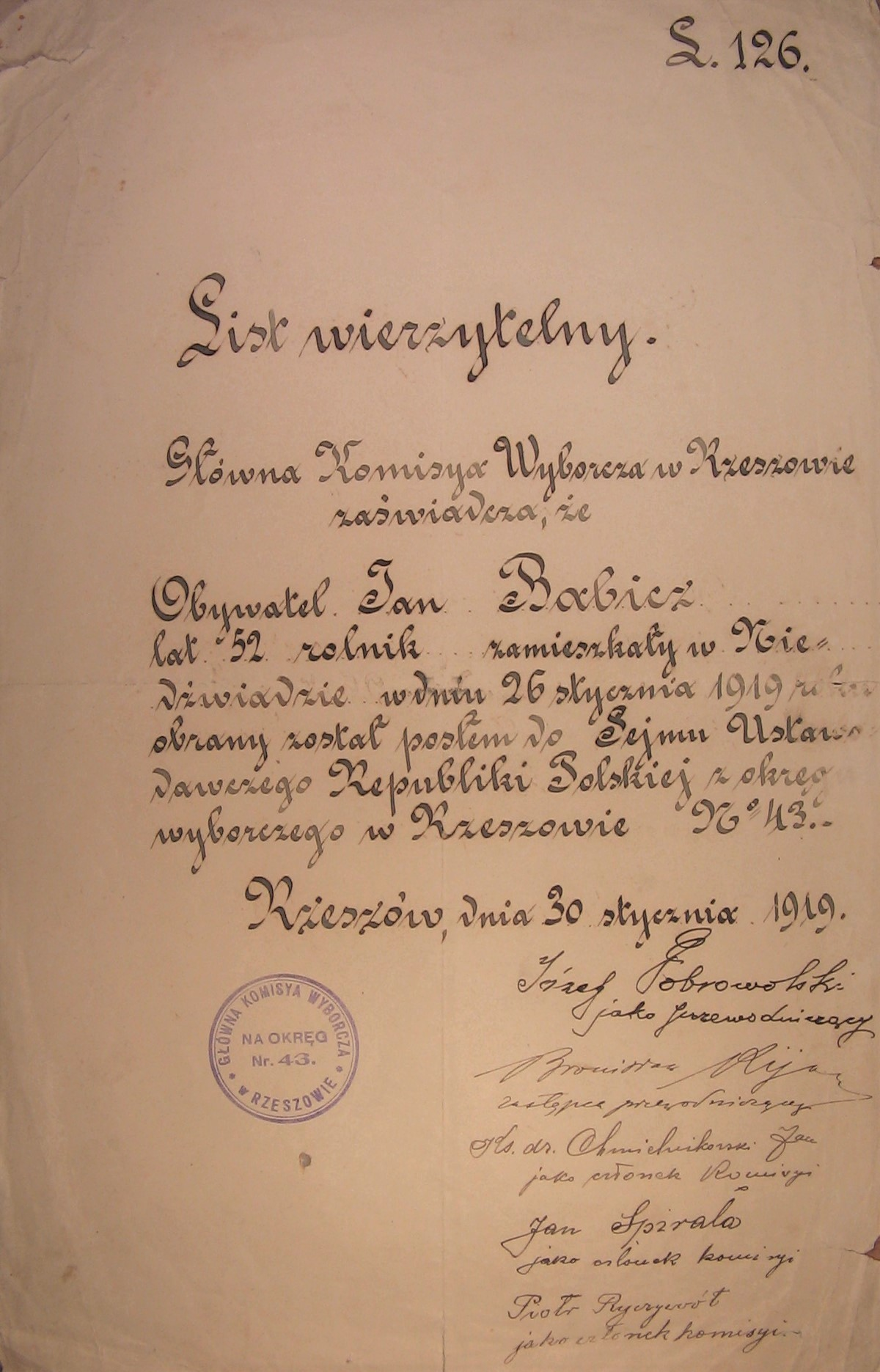
List wierzytelny, zbiory rodzinne